# Amatori Hockey Lodi 1979-1980
Questa voce raccoglie le informazioni riguardanti l'Amatori Hockey Lodi nelle competizioni ufficiali della stagione 1979-1980.

## Maglie e sponsor
Gli sponsor ufficiali per la stagione 1979-1980 furono Caffè Bonomi e Polenghi Lombardo.
| 1ª divisa | 2ª divisa |

## Organigramma societario
- Presidente: Gianni Carminati

## Organico

Aldo Belli e Giulio Fona in azione

### Giocatori
| N° | Naz.              | Ruolo | Sportivo           |  |  |  |
| -- | ----------------- | ----- | ------------------ |  |  |  |
|    | Italia (bandiera) | P     | Oliviero Dalceri   |  |  |  |
|    | Italia (bandiera) | E     | Aldo Belli         |  |  |  |
|    | Italia (bandiera) | E     | Tiziano Facchini   |  |  |  |
|    | Italia (bandiera) | E     | Giancarlo Fantozzi |  |  |  |
|    | Italia (bandiera) | E     | Giulio Fona        |  |  |  |
|    | Italia (bandiera) | E     | Ettore Gasparini   |  |  |  |
|    | Italia (bandiera) | E     | Fabio Rizzitelli   |  |  |  |
|    | Italia (bandiera) | E     | Marino Severgnini  |  |  |  |
|    | Italia (bandiera) | ?     | Cremascoli         |  |  |  |
|    | Italia (bandiera) | ?     | Molteni            |  |  |  |

### Staff tecnico
- Allenatore:  Franco Mora